# Эвдесмол
α-эвдесмол — эудесмол, селиненол. Один из трёх изомеров третичного сесквитерпенового спирта, найденного в эфирном масле розы, ряде видов эвкалипта, особенно Eucalyptus macarthurii.  Компонент эфирного масла амириса.
Эвдесмол — это органическое соединение с молекулярной формулой C15H26O. Оно является раздражающим веществом. Эвдесмол представляет собой химическое соединение, которое включает в себя группу 2-пропанола, связанную с нуклеофильным производным 2-нафталина, декагидро-альфа,альфа, 4а, 8-тетраметил-структуры.
Он имеет молекулярную массу 222,366 г/моль и присутствует в некоторых органических веществах.